# Anna Fischer
Anna Fischer właśc. Marion Anna Fischer (ur. 18 lipca 1986 w Berlinie Wschodnim) – niemiecka aktorka i piosenkarka. Pojawiła się w kilkudziesięciu filmach kinowych i telewizyjnych. Najbardziej znana z roli w filmie Jesteśmy nocą z 2010 roku.

## Biografia
Anna Fischer urodziła się w 1986 roku. Dorastała w berlińskiej dzielnicy Hohenschoenhausen. W 2002 zadebiutowała jako aktorka w filmie Światła. W 2005 roku zagrała główną rolę w filmie Liebeskind. Głośnymi filmami z jej udziałem były m.in. Teufelsbraten (2008) oraz Jesteśmy nocą (2010).
Poza swoją karierą aktorską, Fischer jest wokalistką i autorką tekstów, zespołu Panda, założonego w 2004 roku. Ich muzyka inspirowana jest przez członków grupy muzyką z lat siedemdziesiątych XX wieku. Na początku maja 2007 r. wydano pierwszy singiel Jeht kacken, a następnie ich pierwszy album: Tretmine.

## Filmografia wybrana[1]
- 2003 - Światła (Lichter)
- 2005 - Kometen
- 2005 - Liebeskind
- 2006 - Chmura (Die Wolke)
- 2008 - Teufelsbraten
- 2009 - Die Rebellin
- 2009 - Muzykanci z miasta Bremy (Die Bremer Stadtmusikanten) (TV)
- 2010 - Jesteśmy nocą (Wir sind die Nacht)
- 2010 - Groupies nie zostają na śniadanie (Groupies bleiben nicht zum Frühstück)
- 2012 - Ci, którzy żyją i umierają (Die Lebenden)

## Dyskografia
(z grupą Panda)

### EPs
- 2014: Im Rudel

### Albumy
- 2007: Tretmine

### Single
- 2007: Jeht kacken
- 2007: Frauen und Männer